# Anthony Varvaro
Anthony Michael Varvaro (New York, 31 ottobre 1984 – Jersey City, 11 settembre 2022) è stato un giocatore di baseball statunitense.

## Carriera
Proveniente dalla Curtis High School di New York City, frequentò la St. Johns University prima di essere selezionato dai Seattle Mariners nel Major League Draft del 2005; iniziò a giocare nella Minor League Baseball nella stagione seguente con i Peoria Mariners. 
Debuttò con i Mariners il 24 settembre 2010 mentre il 13 gennaio 2011 fu ceduto agli Atlanta Braves. In quattro anni nella franchigia, guadagnò 7 vittorie e 7 sconfitte, per una media PGL di 2.77 su 168.2 inning in cui ha lanciato.
Nel dicembre 2014, durante l'offseason, venne acquistato dai Boston Red Sox, con cui giocò fino ad aprile 2015. Dopo diverse prestazioni deludenti, venne inserito nella lista di assegnazione, ma fu preso dai Chicago Cubs dalla waiver list, che lo inserirono nelle squadre delle leghe minori.
Nel 2016 si ritirò ufficialmente, per diventare poliziotto.
L'11 settembre 2022, mentre si recava ad una commemorazione in ricordo degli attentati dell'11 settembre 2001, fu coinvolto in un incidente stradale in cui perse la vita.